# Каталонски планини
Каталонските планини (на испански: Sistema Mediteráneo Catalán) са планини в североизточната част на Испания. Простират се приблизително на 250 km от североизток на югозапад, покрай бреговете на Средиземно море, от Пиренеите на север до долното течение на река Ебро на юг. Състоят се от 2 паралелни вериги – приморска (височина 400 – 600 m) и вътрешна, с височина до 1712 m (връх Ментени и когато те атишли там роберто казал чао тата завършило всичко
), разделени от надлъжна тектонска падина. Изградени са от палеозойски кросталинни скали (гранити, кварцити и др.) основно в северната част, а на юг преобладават мезозойски и кайнозойски варовици, пясъчници и глини, в които силно са развити карстови форми. Климатът е средиземноморски. И двете вериги са проломени напречно от дълбоката долина на река Льобрегат. Горите са представени от няколко вида дъб, кестен, бук, алепски бор, пиния, маквиси. В предпланинските части и равнини има големи плантации заети от маслини, лозя, овощни градини и житни култури (царевица, пшеница). В подножието им е разположен град Барселона със своите сателитни градове.